# Диоскореецветные

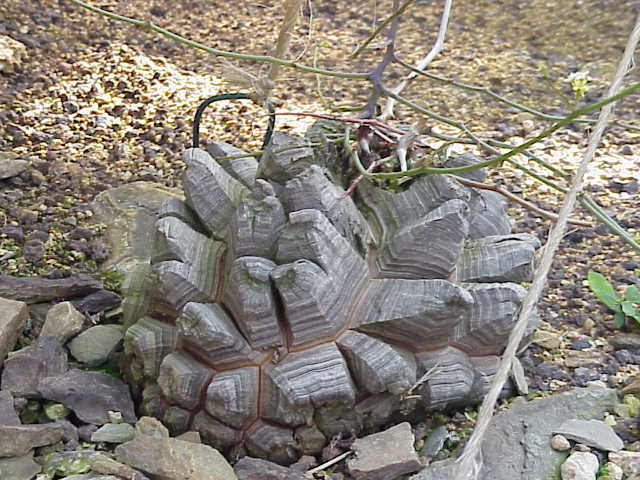
Диоскорея слоновая, или Тестудинария слоновая, или «слоновая нога» (Dioscorea elephantipes).

Диоскореецве́тные (лат. Dioscoreáles) — по современной классификации APG IV порядок цветковых растений, включающий 3 семейства, 22 рода и 940 ботанических видов. Порядок входит в дочернюю кладу Монокоты (однодольные) клады Цветковые растения.

## Представители порядка
Самые известные растения из этого порядка — пищевые виды диоскореи, известные под собирательным названием ямс. Возделывание ямса в Африке и Азии, независимо друг от друга, возникло, по всей видимости, уже более 5000 лет назад. О значении этой культуры в жизни человечества говорит тот факт, что ямс является основным пищевым продуктом более, чем для полумиллиарда людей. Наиболее известные виды — Диоскорея округлая, или «белый ямс» (Dioscorea rotundata), Диоскорея кайенская, или «жёлтый ямс» (Dioscorea cayenensis) и Диоскорея супротивная, или «китайский ямс» (Dioscorea opposita).
Для научной медицины очень важными являются другие виды диоскореи, в корнях которых содержатся биологически активные вещества.
Имеются среди диоскореецветных и декоративные растения — некоторые виды из рода Нартециум (Narthecium), Алетрис (Aletris) (семейство Нартециевые), а также самое необычное растение в этом порядке — Диоскорея слоновая, или «слоновая нога» (Dioscorea elephantipes) с надземным клубнем, похожим из-за покрывающих его многоугольных пробковых бляшек на панцирь черепахи (этот вид выращивают и как комнатное растение).
Таксономическое разнообразие однодольных  многообразно, подробно оно представлено Кубицким (2010).

## Классификация
В системе классификации Кронквиста (1981) порядок Dioscoreales отсутствует. Семейство Диоскорейные (Dioscoreaceae) входит в порядок Лилиецветные (Liliales), а семейство Бурманниевые (Burmanniaceae) — в порядок Орхидноцветные (Orchidales). Семейство Нартециевые (Nartheciaceae) в Системе Кронквиста отсутствует.
В системе классификации Тахтаджяна (1997) порядок Диоскореецветные (Dioscoreales) входит в состав надпорядка Dioscoreanae подкласса Liliidae класса Liliopsida.
Семейства, входящие в порядок Диоскореецветные в системе APG IV (2016):
- Burmanniaceae — Бурманниевые- 13 родов и 229 видов
- Dioscoreaceae — Диоскорейные - 4 рода и 674 вида
- Nartheciaceae — Нартециевые - 5 родов и 37 видов

### Таксономическое положение[2]
Dioscoreales Mart., 1835, Consp. Regn. Veg. 9
Порядок Диоскореецветные включается в дочернюю кладу Монокоты клады Цветковые растения. Кладограмма в соответствии с Системой APG IV:
|  |                          |  |                                   | порядок Диоскореецветные |  | 3 семейства |  | 22 рода |  | 940 видов |
|  |                          |  |                                   | порядок Диоскореецветные |  | 3 семейства |  | 22 рода |  | 940 видов |
|  | клада Цветковые растения |  |                                   |                          |  |             |  |         |  |           |
|  |                          |  |                                   |                          |  |             |  |         |  |           |
|  |                          |  | ещё 63 порядка цветковых растений |                          |  |             |  |         |  |           |
|  |                          |  |                                   |                          |  |             |  |         |  |           |